# Laguna Verde, San Luis Potosí
Laguna Verde är en ort i Mexiko.   Den ligger i kommunen Lagunillas och delstaten San Luis Potosí, i den centrala delen av landet, 230 km norr om huvudstaden Mexico City. Laguna Verde ligger 1 091 meter över havet och antalet invånare är 216.
Terrängen runt Laguna Verde är kuperad åt nordost, men åt sydväst är den bergig. Runt Laguna Verde är det glesbefolkat, med 18 invånare per kvadratkilometer. Närmaste större samhälle är San Diego, 7,5 km öster om Laguna Verde. I omgivningarna runt Laguna Verde växer huvudsakligen savannskog.